# Сражающиеся коммунистические ячейки
Сражающиеся коммунистические ячейки (фр. Cellules communistes combattantes) (СКЯ) — бельгийская леворадикальная подпольная организация, созданная в 1983 году. Выступала с антиимпериалистических марксистско-ленинских позиций и вела в отличие от КПБ активную вооружённую борьбу, от чего и происходит название «сражающиеся». Была разгромлена в 1985 году: руководитель группы Пьер Каретт (род. 1952) и три члена организации были арестованы и осуждены на большие сроки заключения. В настоящее время все бывшие члены СКЯ на свободе, а Пьер Каретт и Бертран Сассой продолжают активно участвовать в левом движении в стране.

## Создание
В июне 1976 года Пьер Каретт основал в Брюсселе «Международный комитет защиты прав политических заключённых в Западной Европе», который, в своей сути, являлся комитетом поддержки заключенных немецкой RAF. Он несколько раз навещал некоторых задержанных немецкой организации. Комитет публиковал информационный листок, а также коммюнике и тексты RAF. В конце 1976 года к Брюссельскому комитету присоединился друг Каретта Марк де Лавер, создавший ещё один комитет поддержки RAF в Льеже. 9 декабря 1977 года комитет во главе с Кареттом объявил о проведении демонстрации солидарности с RAF, которая была отменена в последний момент. 16 марта 1978 года семь членов комитета заняли голландское посольство, чтобы выразить свою солидарность с задержанными RAF. На следующий день полиция начала масштабную операцию против Каретта и его соратников.
10 февраля 1982 года Пьером Кареттом, Бертраном Сассойем, Фредериком Ориаком и находящимся в тюрьме бывшим членом Вооруженных ячеек за народную автономию, был основан журнал «Subversion», совместно с прочими швейцарскими, французскими и бельгийскими активистами. Журнал опубликовал всего два номера, а в начале 1983 его выпуск прекратился.
Фредерик Ориак предложил Каретту создать легальную структуру, чтобы иметь возможность распространять теорию городской герильи и подготовить почву для вооруженной борьбы. В сентябре 1983 года Пьер Каретт основал коллектив «Ligne Rouge» в Брюсселе для осуществления идей Ориака. Все члены будущего ядра СКЯ вышли из этой группы: помимо Каретта, в нее входили Дидье Шеволе, Бертран Сассой, Паскаль Вандегерде и Кристофер В. Год спустя этот коллектив стал легальным прикрытием для СКЯ. Он время от времени издавал информационный орган с тем же названием с 1983 по 1985 год, который заменил «Subversion». Новый журнал должен был публиковать тексты СКЯ и коммюнике, в которых бралась ответственность за атаки. После арестов в декабре 1985 года «Ligne Rouge» исчезла.
Сражающиеся коммунистические ячейки были созданы в июле 1983 года в подполье. С 3 октября 1984 года по 16 декабря 1985 года СКЯ взяли на себя ответственность за двадцать один подрыв, которые были частью трех политико-военных «кампаний», известных как «вооруженная пропаганда», перемежавшиеся периодами бездействия.

## История
- 12 мая 1984 — кража оружия из казармы 3-го батальона арденнских егерей во Вьельсальме, которое будет использоваться различными вооруженными группами, включая Прямое действие, 1 человек ранен[3].
- 2 июня 1984 — кража 816 кг взрывчатки в Экоссине, которая будет использовать СКЯ, Прямое действие и Фракция Красной Армии[6].
- Июнь 1984 — Пьер Каретт уходит в подполье. «Ligne Rouge» временно приостанавливается и вновь появляется с октября[3].

### «Октябрьскаяантиимпериалистическаякампания»

Штаб-квартира Litton в Эвере после взрыва

- Штаб-квартира Litton в Эвере после взрыва2 октября 1984 — атака на Litton Industries, в результате которой были взорваны офисы и мастерские по адресу 59 rue du Bon Pasteur в Эвере. Компания производит электронику, использующуюся в системе наведения крылатых ракет[7].
- 3 октября 1984 —пожар на парковке MAN в Дилбеке, при использовании зажигательных бомб и 150 литров мазута[8]. Компания поставляет полуприцепы которые используются для перевозки и запуска американских ядерных ракет типа Pershing II[9].
- 8 октября 1984 — атака на штаб-квартиру американской корпорации Honeywell по Европе в Эвере, которая сотрудничает в программе создания крылатых ракет и находится в нескольких сотнях метров от штаб-квартиры НАТО[10].
- 15 октября 1984 — нападение на Международный фонд Жана Рея – Центр Поля Хайманса в Икселе, являющимся политическим учреждением Либерального интернационала. Атака была посвящена железнодорожникам Шарлеруа, которые за 13 месяцев до атаки, 9 сентября 1983 года, вышли на забастовку, что привело к сентябрьским забастовкам[11].
- 17 октября 1984 года — нападение на секретариат Фламандской христианско-демократической партии (CVP) в Генте[11].
- 26 ноября 1984 года — атака на телекоммуникационный центр на авиабазе Бирсет[фр.], во время которой при помощи взрывчатки были уничтожены две антенные вышки и их наземные установки. На базе размещались эскадрильи истребителей-бомбардировщиков Mirage 5, находящиеся под прямым командованием Второго объединённого тактического авиационного командования НАТО. Такая же атака на авиабазу 2 ОТАК была проведена в августе 1981 в Рамштайне силами Фракции Красной Армии[12].
- 11 декабря — взрыв шести реле безопасности Центрально-европейской трубопроводной системы НАТО[нем.]. Взрывчатка была заложена в бронированных люках доступа четвертого (бельгийского) трубопроводного дивизиона НАТО, располагавшиеся в трех провинциях[13].
- 15 января 1985 — взрыв автомобиля с бомбой в центре НАТО в Волюве-Сент-Этьен (Завентем), двое раненых. Атака посвящена бойцам Фракции Красной Армии, устроившим голодовку в спецтюрьмах ФРГ. Конец «октябрьской антиимпериалистической кампании» ввиду выполнения политических целей, поставленных перед кампанией[14].

### Операции вне кампаний
- 1 мая 1985 — взрыв автомобиля с бомбой в штаб-квартире Федерации бельгийских предприятий в Брюсселе, в результате которого погибли двое пожарных. Критика, последовавшая за этими смертями, вдохновила СКЯ на выпуск нескольких пресс-релизов, таких как коммюнике «О вооруженной борьбе»[15].
- 6 мая 1985 — нападение на здание Высшего управления материально-технического обеспечения и финансов жандармерии в Волюве-Сен-Пьере[3].

### Кампания «Карл Маркс»
- 8 октября 1985 — взрыв автомобиля с взрывчаткой возле офиса компании Intercom в Брюсселе. Атака являлась сигналом к началу военно-политической наступательной кампании имени Карла Маркса[16].
- 12 октября 1985 — атаки на региональную штаб-квартиру Fabrimetal и здание налоговой инспекции в Шарлеруа[17].
- 4 ноября 1985 — атаки против штаб-квартиры Banque Bruxelles-Lambert в Брюсселе, второго по величине банка в Бельгии, и штаб-квартиры Société Générale de Banque в Шарлеруа, ведущего банка страны. Оба банка суммарно контролировали 41,3% банковских активов в стране, что равняется более полутора триллионам бельгийских франков[18].
- 5 ноября 1985 — атаки на Manufacturers Hanover Bank в Шарлеруа, который является дочерней компанией Manufacturers Hanover Trust, четвертого по величине кредитного учреждения в США, и Kredietbank в Лёвене, третьего по величине национального банка, контролировавшего 11,8% банковских активов (486,3 млрд франков) и 1,9 млрд прибыли в 1983 году[18].

Здание Bank of America в Антверпене после взрыва

### Кампания «Пьер Аккерман»
- 19 октября 1985 — нападение на Информационное бюро вооруженных сил (Infosermi) в Намюре. Новая кампания была начата спустя 9 дней с начала предыдущей кампании «Карл Маркс» в качестве второго фронта из-за встречи министров иностранных дел НАТО в Брюсселе и предстоящего саммита в Женеве[англ.]. Кампания была направлена на борьбу против размещения ядерного вооружения в Бельгии[19].
- 20 октября 1985 — коктейль Молотова, брошенный в машину Пьера Галана[фр.], пацифистского активиста и главы Национального комитета действий за мир и развитие. Атака имела больше идеологическое значение, знаменуя пролетарскую борьбу против «мелкобуржуазного пацифизма»[20].
- 21 ноября 1985 — нападение на Motorola, американского производителя коммуникационного оборудования и микропроцессоров[5] в Ватермаль-Буафоре. Продукция компании использовалась для производства ракет, самолетов-разведчиков и кассетных боеприпасов, оснащая службу безопасности ЮАР времен апартеида. Атака стала напоминанием о подобном нападении на штаб-квартиру Motorola в Нью-Йорке в январе 1984 года[21].
- 4 декабря 1985 — нападение на Bank of America в Антверпене, второго по величине банка в мире[22].
- 6 декабря 1985 — СКЯ и «Группа коммунистов-интернационалистов во Франции» проводят две одновременные акции: одну в Бельгии против Центрально-европейской трубопроводной системы НАТО[нем.], взорвав два реле безопасности, другую — в Версале против Штаба по наблюдению за нефтепроводами (CEOA). Конец кампании «Пьер Аккерман»[23].

## Арест и суд
19 октября 1984 года полиция начала крупную операцию, состоящую из серии в 92 обыска в бельгийских крайне левых кругах, с целью поиска оружия, боеприпасов, копировального оборудования и документов, «полезных для расследования». Но операция не принесла доказательства для обвинения членов или сторонников СКЯ. Однако во время обысков следователи посетили Дидье Шеволе и Паскаля Вандегерде, а также восемь других человек, которым в 1988 году были предъявлены обвинения в активной поддержке СКЯ.
16 декабря 1985 года Пьер Каретт, Дидье Шеволе, Бертран Сассой и Паскаль Вандергерде были арестованы в ресторане быстрого питания в Намюре и доставлены в Брюссель. Их доставили к следственному судье Франсин Лина, которая также была старшим следственным судьей в суде первой инстанции, которая предъявила им обвинение и выдала ордер на арест. Первые двое были заключены в тюрьму Сен-Жиль, двое других — в тюрьму Форе. С этого момента обвиняемые находились под особым режимом наблюдения. Это было продиктовано обязательством предотвратить побег в любом случае, включая внешнее нападение, направленное на освобождение четырех заключенных. Имея это в виду, даже ежемесячные слушания в Палате Совета были перенесены из Дворца правосудия в тюрьму Форе, чтобы снизить риски.
19 декабря полиция обнаружила склад оружия в Шарлеруа в квартире, занимаемой двумя членами СКЯ, арестованными в Намюре. В январе и феврале 1986 года полиция обнаружила еще три «убежища» СКЯ в Брюсселе, Льеже и Шарлеруа, содержащие значительное военное снаряжение и архивы.
22 января 1986 года четверо задержанных заявили в письме, опубликованном в прессе, что они принадлежат к СКЯ, и призвали к «продолжению борьбы», «прорыву, образовавшемуся в тупике отчаяния и бессилия».
9 мая 1986 года заключённые СКЯ начали голодовку, которая продолжалась 43 дня.
21 октября 1988 года Брабантский суд присяжных приговорил четверых задержанных членов Сражающихся коммунистических ячеек к пожизненному заключению. Они были признаны виновными в 21 нападении, совершенном на территории Бельгии, в результате которого двое человек погибли и один получил ранение. С самого начала судебного процесса обвиняемые начали голодовку, чтобы добиться улучшения условий содержания, настолько, что, будучи крайне ослабленными, только трое из них присутствовали в день вынесения приговора в здании суда Брюсселя, которое было преобразовано в укрепленный лагерь.

## Идеологические основы
Сражающиеся коммунистические ячейки причисляют себя к приверженцам марксизма-ленинизма, считая маоизм третьей ступенью развития марксизма: 
Мы считаем, что труд Мао Цзэдуна можно считать «третьей» и «высшей» стадией марксизма в том смысле, что он представляет собой подлинное расширение колоссального здания, построенного Марксом, Энгельсом и Лениным.
В отличии от легальных политических организаций, нацеленных на реформистскую и парламентскую борьбу, Сражающиеся коммунистические ячейки сознательно избрали вооруженную борьбу как важнейший метод борьбы за установление социализма, но при этом традиционные методы, такие как агитация и пропаганда, не отклоняются, а лишь ставятся в подчинение:
Вооруженная борьба — это метод борьбы, вокруг которого строятся все остальные.
В декабре 1992 года заключенные СКЯ провели дебаты с Марксистско-ленинской коммунистической организацией «Пролетарский путь» (МЛКО-ПВ) под названием «Вооруженная борьба и революционная политика». Дебаты начались с публикации в мае 1991 года газетой «Партизан» (орган МЛКО-ПВ) брошюры под названием «Положение в Европе и вооруженная борьба (Дебаты с читателем)».
В конце зимы 1993 года заключенные СКЯ опубликовали большой документ под названием «Стрела и цель», в котором излагались идеи, история, проекты и политические перспективы группы. «Стрела и цель» был представлен как первый том в серии под названием «Материалы для революции». Он был напечатан и распространен журналом Correspondances Révolutionnaires, который был частью коллектива поддержки заключенных СКЯ, APAPC (Ассоциация родителей и друзей заключенных-коммунистов). Журнал коллектива Correspondances Révolutionnaires опубликовал 14 номеров в период с января 1989 года по октябрь 1996 года.